# يان إنجليرت
يان إنجليرت (بالبولندية: Jan Englert)‏ هو تربوي ومخرج وممثل بولندي، ولد في 11 مايو 1943 في بولندا.

## وصلات خارجية
- يان إنجليرت على موقع IMDb (الإنجليزية)
- يان إنجليرت على موقع ألو سيني (الفرنسية)
- يان إنجليرت على موقع أول موفي (الإنجليزية)
- يان إنجليرت على موقع قاعدة بيانات الأفلام السويدية (السويدية)
- يان إنجليرت على موقع قاعدة بيانات الفيلم (الإنجليزية)
- يان إنجليرت على موقع كينوبويسك (الروسية)